# Turn Blue
Turn Blue é oitavo álbum de estúdio da banda americana de rock  The Black Keys. Foi produzido por Danger Mouse e pela banda, e foi lançado em 12 de maio via Nonesuch Records. O álbum foi a quarta colaboração com Danger Mouse, precedendo El Camino, que foi seu maior sucesso comercial e crítico até agora. Em Turn Blue, Danger Mouse teve o mesmo papel que teve em El Camino, compondo as canções junto com o guitarrista Dan Auerbach e o baterista Patrick Carney.
Turn Blue estreou em primeiro lugar na tabela Billboard 200 dos mais vendidos nos Estados Unidos (pela primeira vez na história da banda), com 164 000 cópia comercializadas em sua primeira semana de vendas. O álbum também estreou na primeira posição na Austrália e em segundo no Reino Unido.
A recepção da crítica também foi bem favorável. De acordo com o site Metacritic, o álbum recebeu uma nota 74 (de 100), baseado em 32 resenhas.

## Faixas
Todas músicas escritas e compostas por Dan Auerbach, Patrick Carney, e Brian Burton.
| N.º | Título               | Duração |  |
| 1.  | "Weight of Love"     | 6:50    |  |
| 2.  | "In Time"            | 4:28    |  |
| 3.  | "Turn Blue"          | 3:42    |  |
| 4.  | "Fever"              | 4:06    |  |
| 5.  | "Year In Review"     | 3:48    |  |
| 6.  | "Bullet In Brain"    | 4:15    |  |
| 7.  | "It's Up to You Now" | 3:10    |  |
| 8.  | "Waiting on Words"   | 3:37    |  |
| 9.  | "10 Lovers"          | 3:33    |  |
| 10. | "In Our Prime"       | 4:38    |  |
| 11. | "Gotta Get Away"     | 3:02    |  |

## Capa e título
O título do álbum é baseado em um slogan usado por Ghoulardi, o alter-ego de horror do apresentador de televisão de Cleveland anos 60 Ernie Anderson. O título também capturou o tom desanimado do álbum. Auerbach disse: "Nós gostamos da associação com Ghoulardi, este tipo de aberração estranha de Ohio do início dos anos 60 - que era uma frase que ele costumava usar, e o álbum foi liricamente melancólico e introspectivo, e pessoal, foi muito azul. Eu acho que isso sentido." Carney explicou o contexto original em que a frase foi usada por Ghoulardi: "É a forma dele de dizer para pessoas fodam-se." A arte da capa foi desenhada por Michael Carney, diretor de arte do grupo e irmão de Patrick. A imagem da capa traz uma imagem de um espiral azul e magenta.

## Tabelas musicais
| Paradas (2014)                        | Melhor posição |
| ------------------------------------- | -------------- |
| Austrália (ARIA)                      | 1              |
| Áustria (Ö3 Austria Top 40)           | 5              |
| Bélgica (Ultratop Flandres)           | 4              |
| Bélgica (Ultratop Valônia)            | 8              |
| (Billboard Canadian Albums Chart)     | 1              |
| Dinamarca (Hitlisten)                 | 6              |
| Países Baixos (Dutch Charts)          | 5              |
| Finlândia (Suomen virallinen lista)   | 10             |
| Alemanha (Offizielle Deutsche Charts) | 6              |
| Irlanda (IRMA)                        | 3              |
| (FIMI)                                | 6              |
| Hungria (MAHASZ)                      | 3              |
| Nova Zelândia (RMNZ)                  | 2              |
| Noruega (VG-lista)                    | 14             |
| Polónia (ZPAV)                        | 23             |
| Escócia (Official Scottish Albums)    | 2              |
| Suécia (Sverigetopplistan)            | 36             |
| Suíça (Schweizer Hitparade)           | 4              |
| Reino Unido (Official Albums Chart)   | 2              |
| (Billboard 200)                       | 1              |